# Tolsti Vrh (gmina Litija)
Tolsti Vrh – wieś w Słowenii, w gminie Litija. W 2018 roku liczyła 25 mieszkańców.